# Olivier Kleiner
Olivier Alexander Kleiner (* 3. Februar 1996) ist ein Schweizer Fussballspieler, der beim FC Zug 94 unter Vertrag steht.

## Karriere

### Verein
Seine Juniorenzeit verbrachte Kleiner beim SC Kriens und beim FC Luzern.
Im Sommer 2015 schaffte er den Sprung in das Kader der 1. Mannschaft des FC Luzern in die Super League.
Im Februar 2016 wurde Kleiner vom FC Luzern bis Ende Juni 2016 an den FC Wohlen in die Challenge League ausgeliehen. Im Juli 2016 wurde Kleiner für ein weiteres Jahr bis Ende Juni 2017 an den FC Wohlen ausgeliehen. Zur Saison 2017/18 wurde er fest verpflichtet.
Im Juni 2018 wechselte Kleiner zum SC Kriens, wo er einen Vertrag bis Ende Juni 2019 unterschrieb.

### Nationalmannschaft
Kleiner absolvierte diverse Juniorenländerspiele von der U-15 bis zur U-20 für die Schweiz.